# Clase Edsall
Los destructores de escolta de la clase Edsall eran destructores construidos principalmente para el servicio de escolta antisubmarina oceánica durante la Segunda Guerra Mundial. El buque líder, el USS Edsall, fue comisionado el 10 de abril de 1943 en Orange, Texas. La clase también se conocía como el tipo FMR por su propulsión diésel con engranajes reductores Fairbanks-Morse, con un tipo de motor utilizado en los submarinos de la época. La sustitución del FMR por una planta de energía diesel-eléctrica fue la diferencia esencial con respecto a la predecesora clase Cannon ("DET"). Esta fue la única clase de destructores de escolta de la Segunda Guerra Mundial en la que todos los barcos ordenados originalmente se completaron como destructores de escolta de la Armada de los Estados Unidos.  Los destructores de escolta eran compañeros regulares que escoltaban a los vulnerables cargueros. Al final de la guerra, se hicieron planes para reemplazar los cañones de 3 pulgadas (76 mm) por cañones de 5 pulgadas (127 mm), pero solo se reacondicionó Camp (después de una colisión). En total, los 85 fueron completados por dos empresas de construcción naval: Consolidated Steel Corporation, Orange, Texas (47) y Brown Shipbuilding, Houston, Texas (38). La mayoría se dirigía al Teatro del Pacífico cuando Japón se rindió. Uno de los barcos participó en la Operación Dragoon y dos fueron atacados por misiles guiados alemanes.
El USS Stewart (DE-238) es el único que se conserva como buque museo, está en Galveston, Texas.